# Haftanstalt Niamey
Die Haftanstalt Niamey (französisch Maison d’arrêt de Niamey) ist ein Gefängnis in Niamey, der Hauptstadt von Niger.

## Baubeschreibung
Die Haftanstalt befindet sich zentral gelegenen Stadtviertel Kalley Centre im Arrondissement Niamey III. Sie ist auf eine Aufnahmekapazität von 445 Insassen ausgelegt. Es handelt sich um eine nicht spezialisierte Anstalt, in der generell Personen, die mit dem Gesetz in Konflikt geraten sind, inhaftiert werden.

## Geschichte
Das Gefängnis besteht seit dem Jahr 1947. Es wurde von der damaligen Kolonialmacht Frankreich errichtet. Im Juli 1960, kurz vor der Unabhängigkeit Nigers von Frankreich im August desselben Jahres, wurden hochrangige politische Gefangene von der verbotenen Partei Sawaba hier untergebracht. Sie waren erschwerten Haftbedingungen ausgesetzt. Durch eine Begnadigung seitens Staatspräsident Hamani Diori kamen 1971 einige politische Gefangene frei, darunter der frühere Minister Ikhia Zodi. Hunderte Sawaba-Gefangene in Niamey und anderen Städten wurden erst kurz nach dem Staatsstreich durch Seyni Kountché 1974 freigelassen.
Bei einem Gefängnisausbruch am 1. Juni 2013 wurden zwei Gefängniswärter getötet. Unter der 22 entkommenen Gefangenen war der malische Terrorist Cheïbani Ould Hama. Die Federführung beim Ausbruch hatte die Bewegung für Einheit und Dschihad in Westafrika.
Ein Verband nigrischer Menschenrechtsorganisationen stellte bei einem Vor-Ort-Besuch im September 2013 fest, dass sich die Überbelegung des Gefängnisses in unzureichender Lebensmittelversorgung der Häftlinge niederschlug. Die unhygienischen Zustände, etwa durch das Überlaufen von Abwassergruben, erhöhten das Risiko von Krankheiten. Im Jahr 2019 betrug die Auslastung mit Häftlingen 309,89 %, so viel wie in sonst keiner Haftanstalt in Niger. In den Jahren 2017 bis 2020 wurde die Infrastruktur stufenweise verbessert. Dazu zählten eine neue Krankenstation, eine neue Küche, zusätzliche Sanitäranlagen und eine bessere Wasserversorgung in Hitzezeiten sowie eine Sanierung der Schlafsäle. Im Rahmen der Bekämpfung der COVID-19-Pandemie in Niger erließ Staatspräsident Mahamadou Issoufou am 30. März 2020 landesweit 1540 Gefangenen ihre restliche Haftstrafe, darunter 284 in der Haftanstalt Niamey.